# Gabriel Tarde
Gabriel Tarde (12. března 1843, Sarlat-la-Canéda – 12. května 1904, Paříž) byl francouzský sociolog a sociální psycholog. Proslul především svou formulací teorie nápodoby, která měla v jeho pojetí ambici vysvětlit veškeré společenské procesy.

## Život
Tarde se narodil ve městě Sarlat v departementu Dordogne v jihozápadní Francii.
Studoval práva v Toulouse a později v Paříži. Mezi lety 1869 a 1894 byl soudcem právě v Dordogne. Zatím co pracoval jako soudce, zajímal se o kriminologii a psychologický základ kriminálního chování. Kriminologické studie mu sloužily jako základ pro jeho sociologické práce. V osmdesátých letech 20. století si korespondoval s mnoha zástupci kriminální antropologie, a i díky tomu se později stal hlavním představitelem francouzské školy kriminologie.
Od roku 1894 pak působil na ministerstvu spravedlnosti v Paříži jako ředitel úřadu pro trestní statistiku. Roku 1900 se pak stal profesorem moderní filozofie na Collège de France. Jako takový byl jedním z nejvýznamnějších kritiků Durkheimovi práce.Kromě Durkheima ale kritizoval i např. Cesara Lombrosu, který tvrdil, že zločinné sklony jsou vrozené a fyziologicky rozpoznatelné. Tarde na rozdíl od něj zastával ve své práci Criminalité comparée názoru, že na kriminální jednání má velký vliv prostředí, kde subjekt žije.Zemřel roku 1904 v Paříži ve věku 61 let.

## Dílo a teorie
Fenomén nápodoby umožňuje Tardovi vysvětlit nadindividuální povahu společnosti, přičemž však - na rozdíl od Émila Durkheima - společnost nechápe jako bytost svého druhu, ale považuje ji pouze za souhrn jednotlivců. Právě procesy nápodoby, opozice a přizpůsobení, které jednotlivce vzájemně propojují, vytvářejí specifičnost společnosti jako celku.
Mechanismus nápodoby probíhá dle Tarda následovně: inovativní prvky, které se v individuálním jednání čas od času objeví, se někdy ujmou a jsou napodobovány druhými; tato nápodoba se pak šíří z centra inovace v soustředných kruzích; tyto kruhy z různých center se vzájemně protínají a vzniká mezi nimi opozice; výsledkem jejich soupeření je vždy určitá forma vzájemného přizpůsobení, čímž vzniká odlišná kvalita a tak další inovace, jež se opět začíná šířit.
Tarde se podobně jako např. Charles Horton Cooley domníval, že proces modernizace povede ke stále dokonalejší rovnováze mezi společností a individui a připisoval velkou úlohu rozvoji veřejného mínění podporovaného masmédii, přičemž mínění veřejnosti jako publika, jehož členové jsou oddělení v prostoru a čase, výslovně odlišoval od psychiky davu, jenž je shromážděn v určitém čase na určitém místě.

### Dílo
- La Criminalité comparée (1890)
- La Philosophie pénale (1890)
- Les Lois de l'imitation (1890)
- Les Transformations du droit. Étude sociologique (1891)
- Monadologie et sociologie (1893)
- La Logique sociale (1895)
- Fragment d'histoire future (1896)
- L’Opposition universelle. Essai d’une théorie des contraires. (1897)
- Écrits de psychologie sociale (1898)
- Les Lois sociales. Esquisse d’une sociologie (1898)
- Psychologie économique, Paris, Félix Alcan (1902)
- L'Opinion et la foule (1901)(znovu vydané roku 2006)